# Jean Dunand

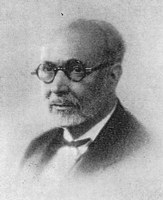
Jean Dunand

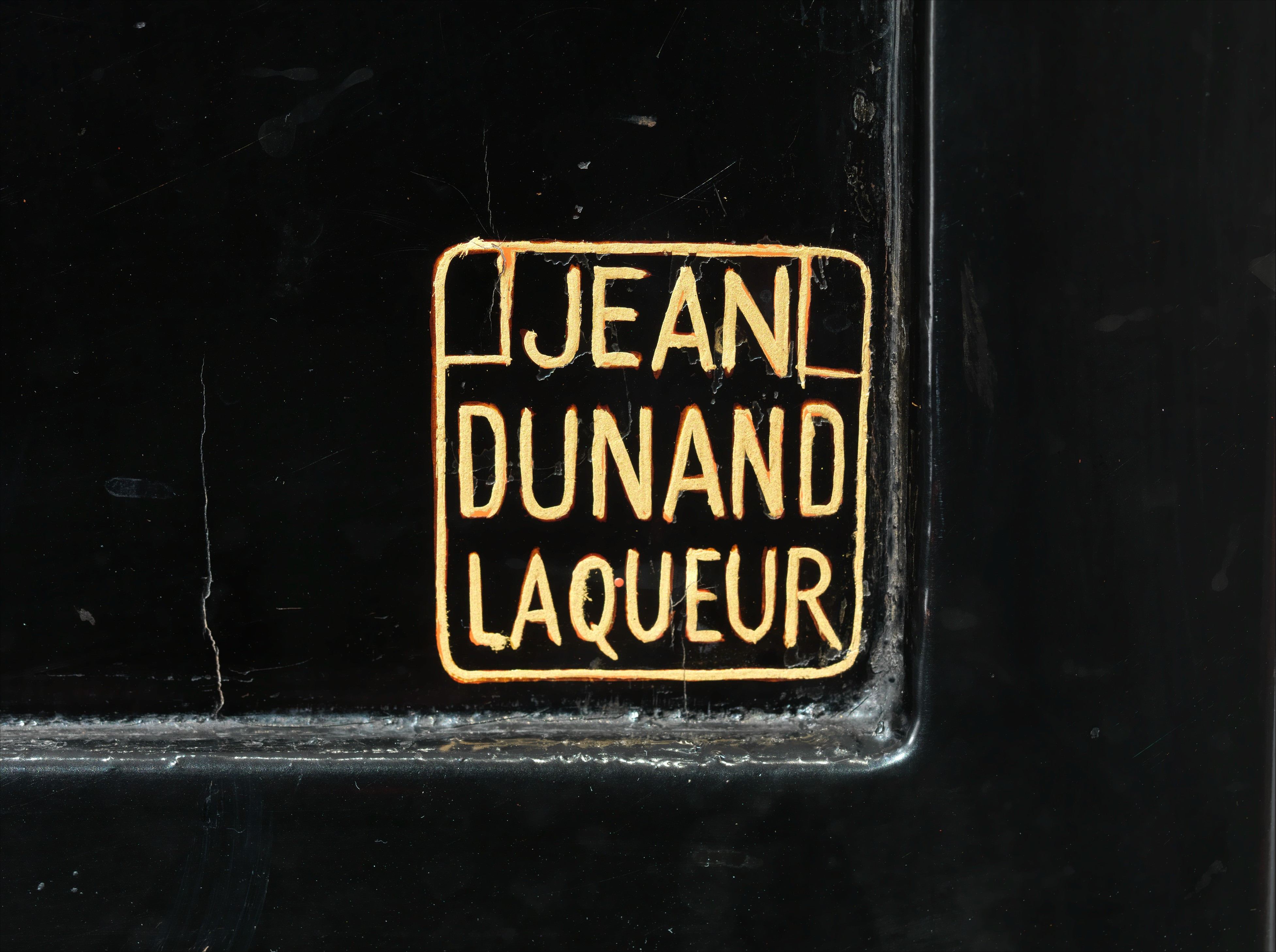
Eine Signatur von Jean Dunand

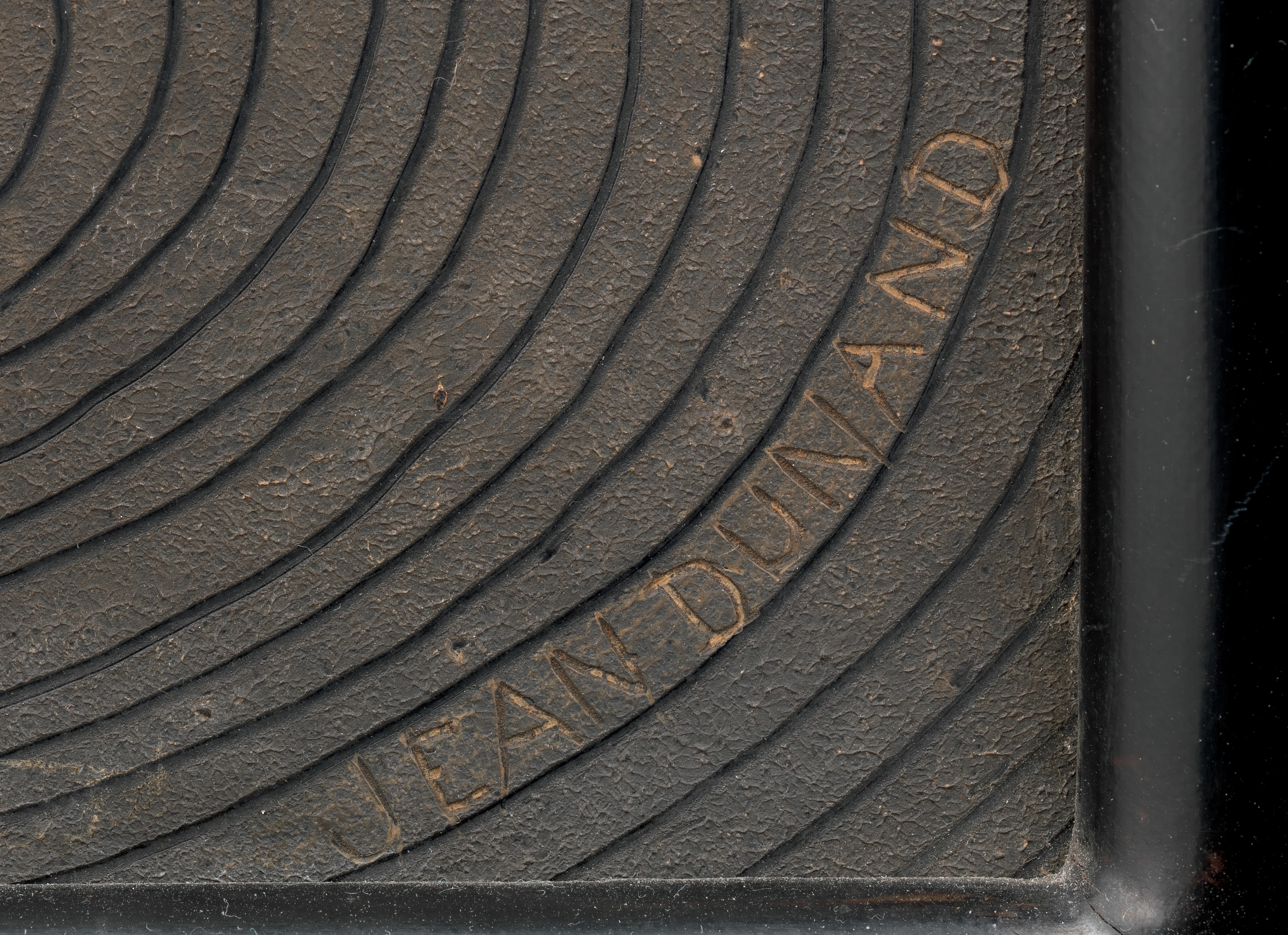
Eine Signatur von Jean Dunand

Jules John Dunand, Rufname Jean Dunand, (* 20. Mai 1877 in Lancy; † 7. Juni 1942 in Paris) war ein Schweizer und französischer Maler, Bildhauer, Metallhandwerker, Möbeldesigner, Innenarchitekt und Lackkünstler. Seine Arbeiten gelten als charakteristisch für die Art-déco-Bewegung.

## Leben
Jean Dunands Eltern waren der Goldschmied Jean Eugène Dunand und dessen Ehefrau Jeanne Amélie Götschi. Dunand erlernte 1891 zunächst Bildhauerei an der École des arts industriels in Genf. 1897 erhielt er ein Stipendium der Stadt Genf für ein Studium in Paris. Hier studierte er zusammen mit dem Holzstecher François Louis Schmied, der für den Rest seines Lebens sein Freund und Mitarbeiter sein sollte. In Paris arbeitete er in der Werkstatt des Bildhauers, Medailleurs und Juweliers Jean Dampt. Um 1902 wandte er sich der Dinanderie zu und arbeitete mit Materialien wie Kupfer, Stahl und Zinn. Seine ersten Arbeiten folgten noch dem Jugendstil, zeigten aber bald für das Art déco typische gerade und ovale Muster, die in einem reichhaltiger werdenden Repertoire an Objekten Verwendung fanden. Ab 1912 erlernte er bei dem japanischen Lackkünstler Seizo Sougawara (der auch mit Eileen Gray arbeitete) Techniken, die zuvor in der westlichen Welt weitgehend unbekannt gewesen waren und sich nun zu Dunands wichtigsten künstlerischen Ausdrucksmittel entwickelten. Im Ersten Weltkrieg meldete er sich freiwillig zum Dienst im französischen Roten Kreuz.
Zu Dunands bekanntesten Werken gehören ornamentale Vasen, Paravents, Möbel und Schmuck, die er oft mit stilisierten Tieren wie Vögeln oder Fischen, aber auch mit von Blumen- und Neokubismusmotiven oder orientalischen Themen schmückte. Auf seinen Lackkunstobjekten dominierten ab 1923 oft die Farben Rot und Schwarz. Gelegentlich dekorierte Dunand auch Möbelstücke anderer Designer wie Jacques-Émile Ruhlmann, Pierre Legrain, Jean Goulden oder Eugène Printz. Er entwarf die Inneneinrichtung für Limousinen des Karosseriebauunternehmens Carrosserie Labourdette. Er war Innenarchitekt für die Einrichtung zahlreicher Wohnungen und erhielt Aufträge zur Innendekoration der Passagierschiffe Île de France (1927), L’Atlantique (1931) und Normandie (1935). In den fast fünfzig Jahren seines Schaffens entwarf und produzierte Dunand mehr als 1200 verschiedene Kunstartikel. Die Nachfrage nach Produkten aus seinem Atelier war derart stark, dass er dort etwa 100 Mitarbeiter beschäftigte.
Dunand stellte seine Arbeiten regelmäßig in ganz Frankreich aus, darunter häufig auf dem Salon der Société du Salon d’Automne. Auf der Weltausstellung Paris 1900 erhielt er für seine Bronzeskulptur mit dem Titel Quo Vadis eine Goldmedaille. Er nahm 1904 am Salon der Société nationale des beaux-arts teil und wurde 1905 Mitglied der Vereinigung. 1906 erhielt er auf der Weltausstellung Mailand 1906 für seine Kupferarbeiten eine Goldmedaille. 1919 wurde er als Ritter in die französische Ehrenlegion aufgenommen. Für die Exposition internationale des Arts Décoratifs et industriels modernes 1925 schuf er einen vollständig mit lackierten Paneelen ausgekleideten Raucherraum. 1928 wurden seine Arbeiten in dem für Luxusartikel bekannten Kaufhaus Lord & Taylor auf der Fifth Avenue in New York City gezeigt. Anlässlich der Weltfachausstellung Paris 1937 wurde er zum Leiter des Bereichs für Lackwaren ernannt, zudem dekorierte er den französischen Pavillon für die New York World’s Fair 1939. Im Juni 1941 nahm er am Salon des Tuileries im Palais de Tokyo teil.
Jean Dunand hatte 1909 Marguerite Moutardier geheiratet; dieser Verbindung entstammten sechs Kinder.

## Werke (Auswahl)

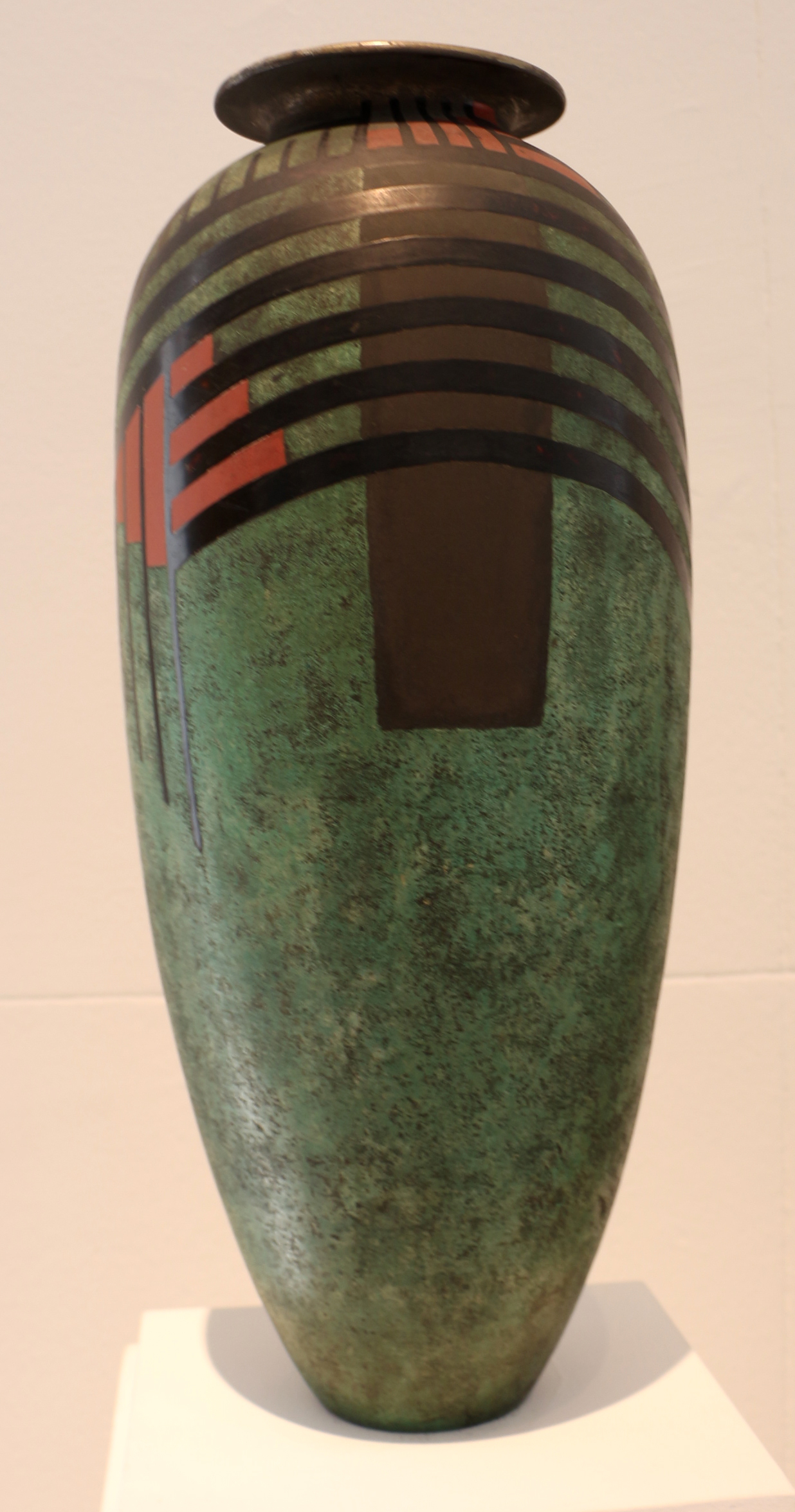
Vase um 1935, Musée d’art moderne de la Ville de Paris
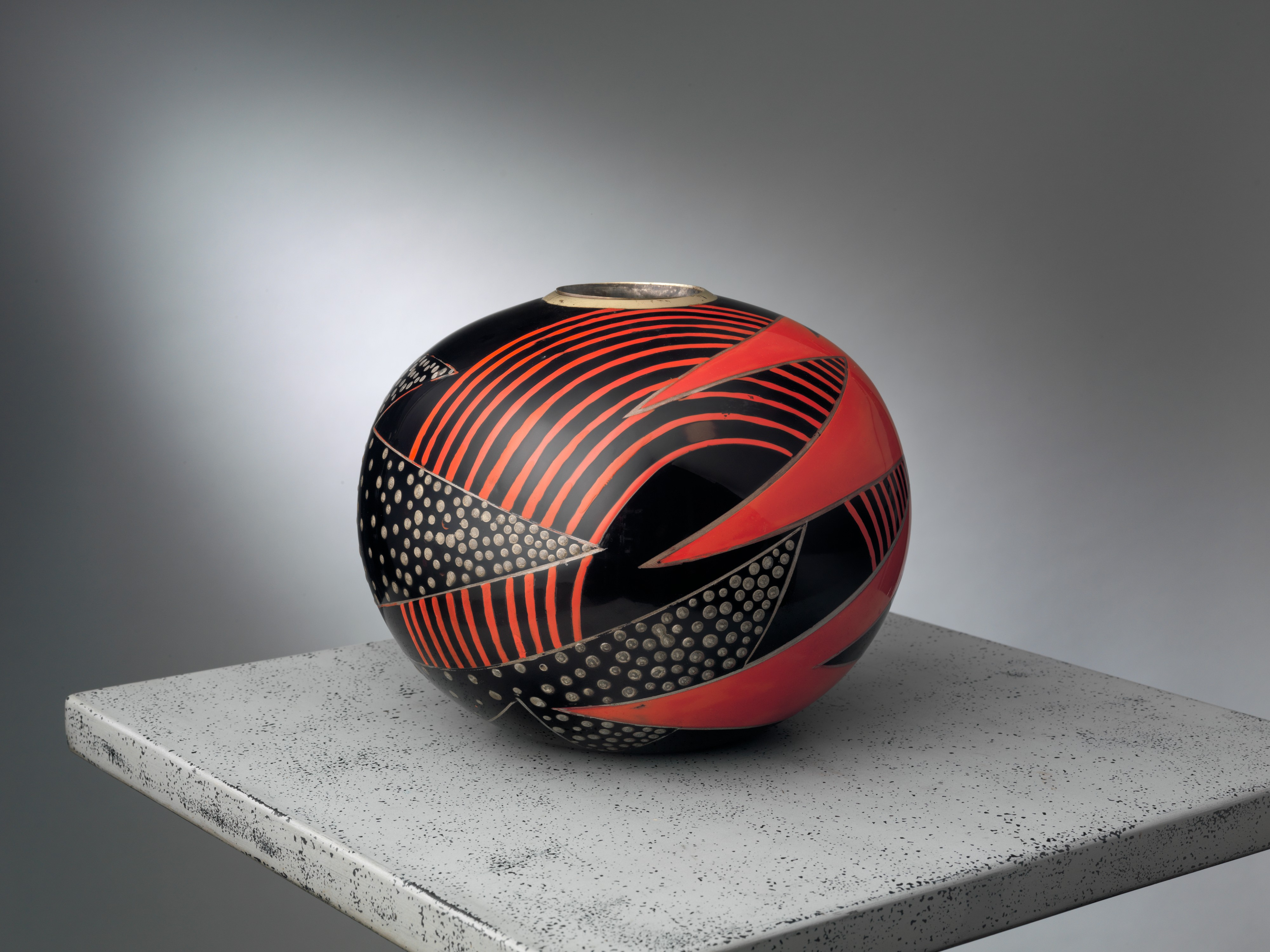
Vase von 1925, Metropolitan Museum of Art
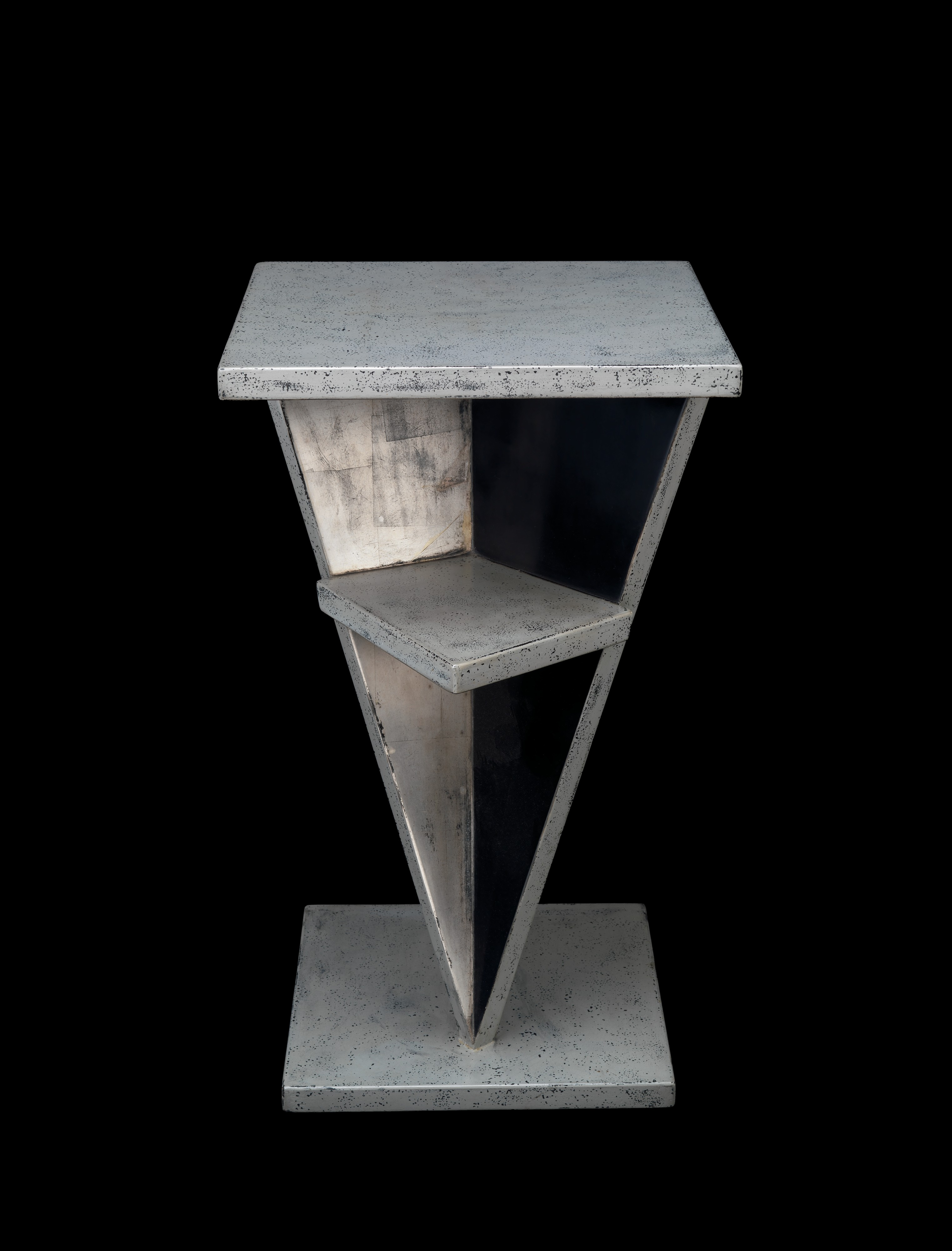
Tisch 1927/28, Metropolitan Museum of Art
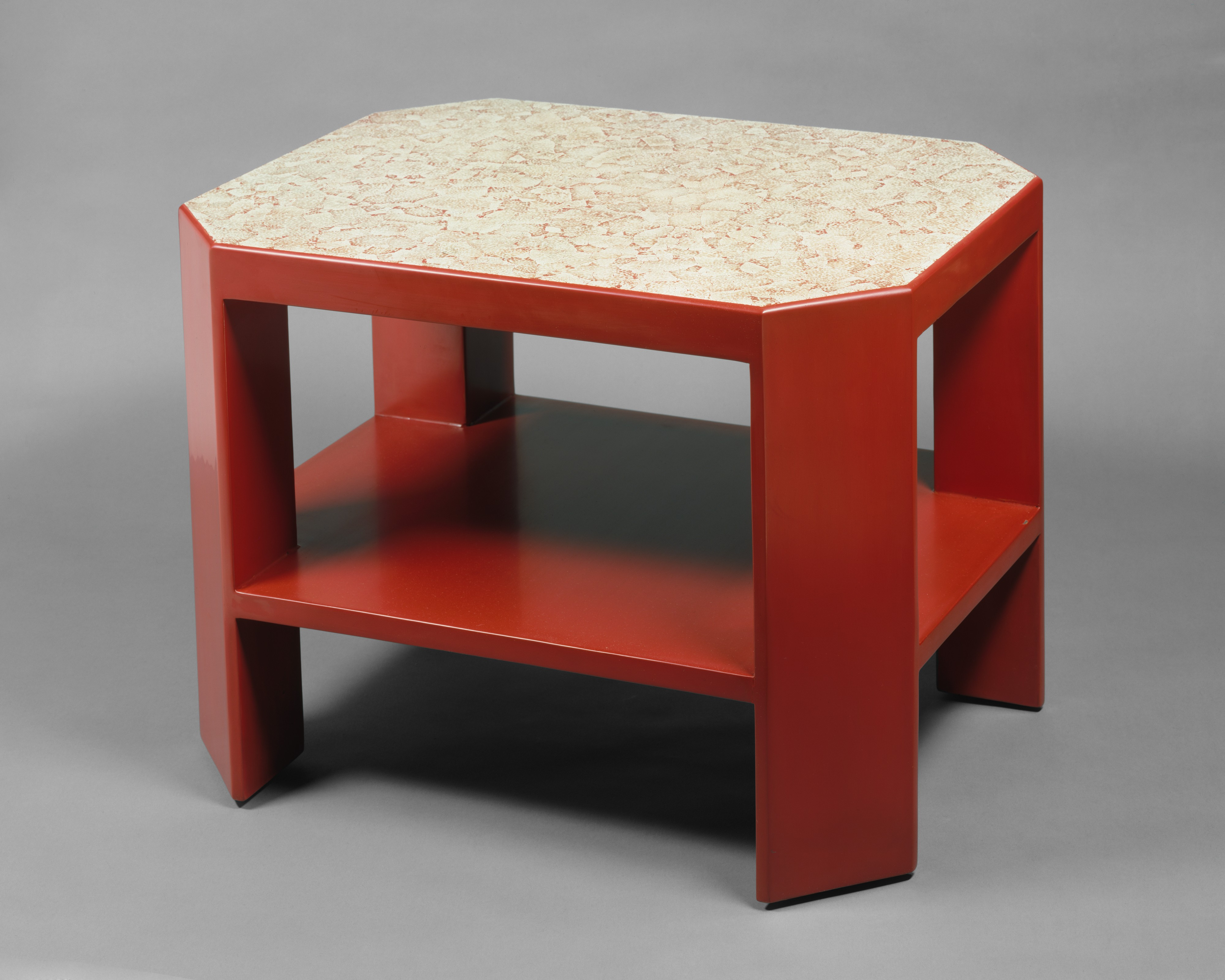
Tisch von 1925, Metropolitan Museum of Art
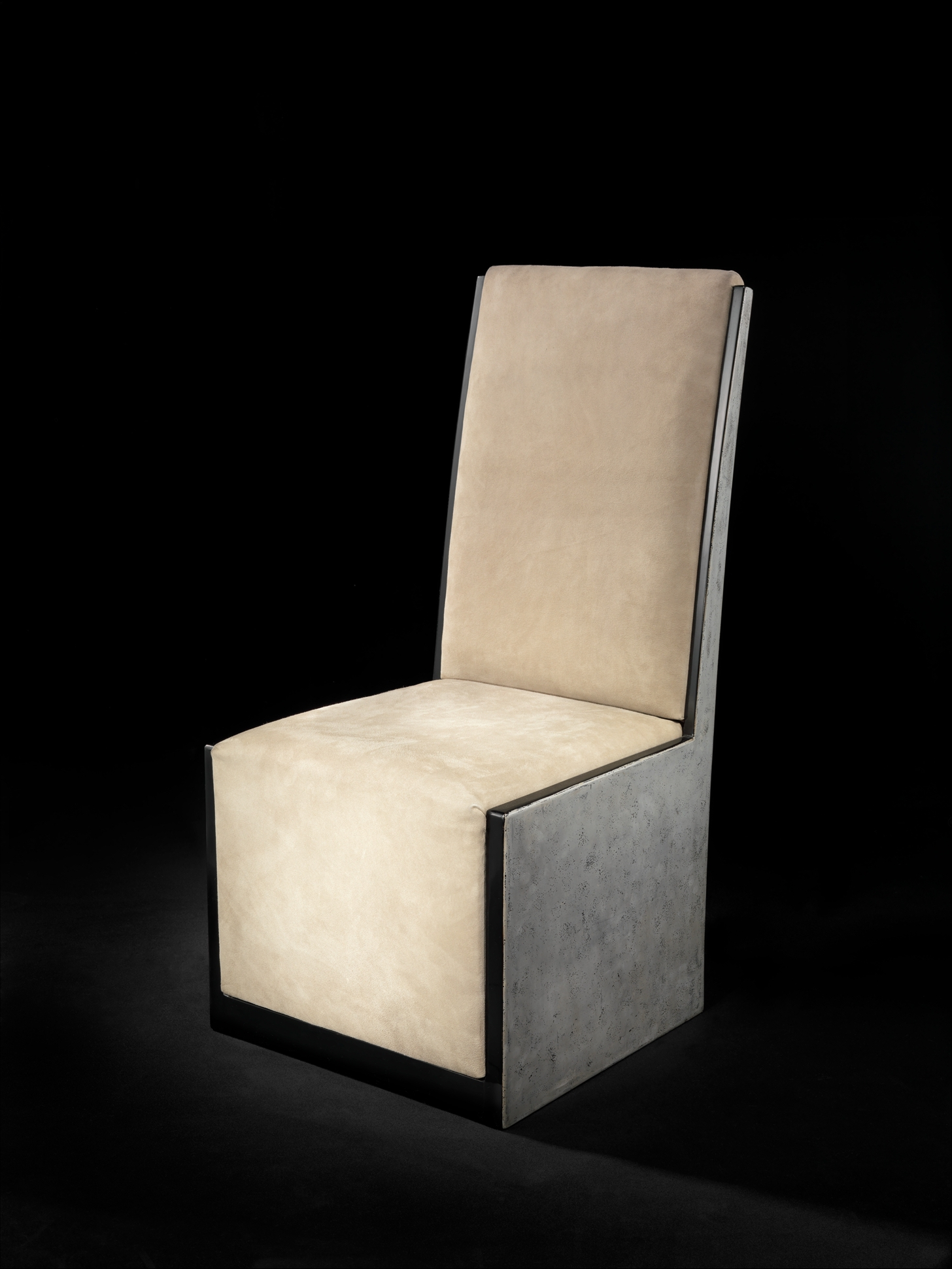
Side Chair, 1927/28, Metropolitan Museum of Art
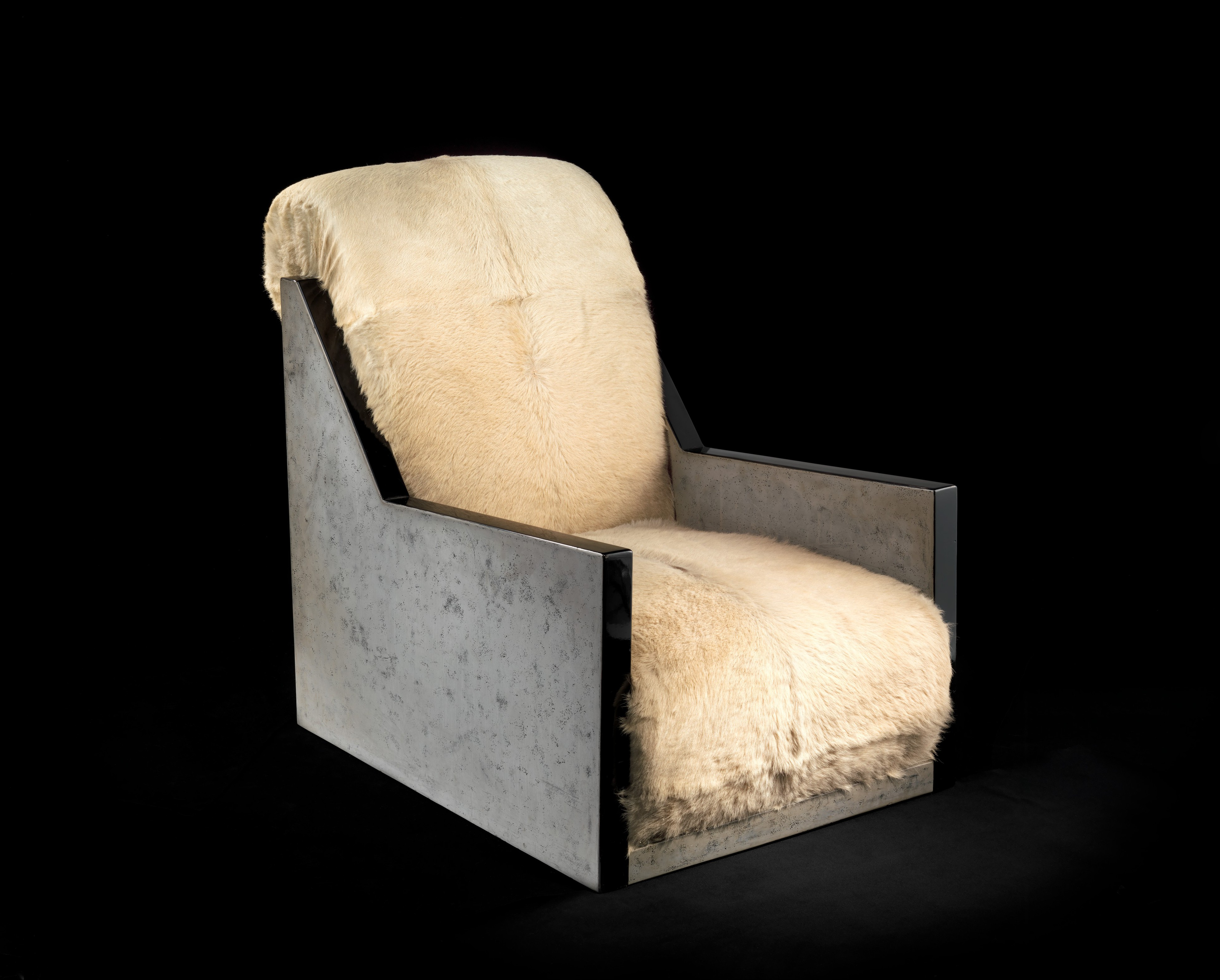
Easy Chair, 1927/28, Metropolitan Museum of Art
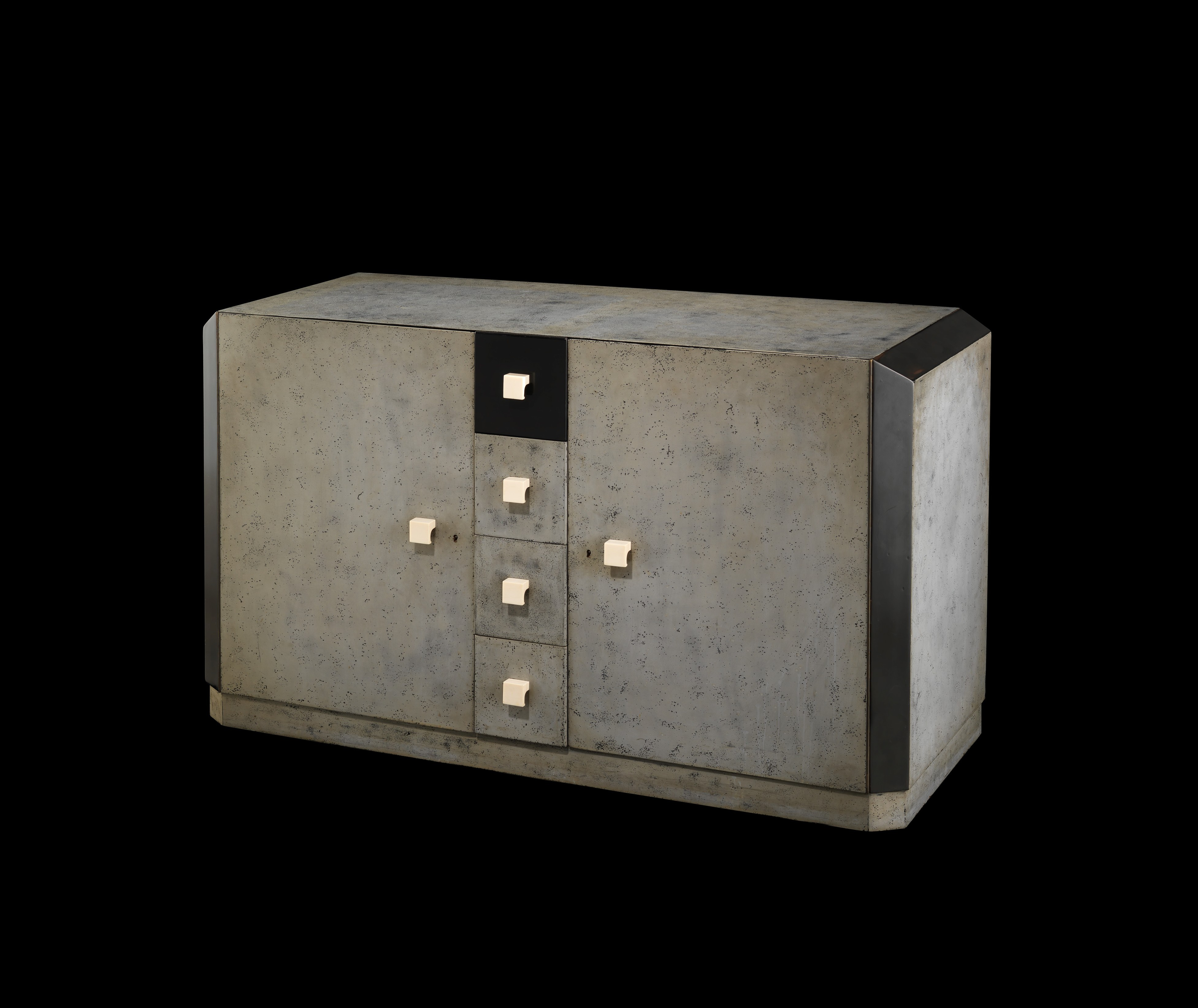
Kommode 1927/28, Metropolitan Museum of Art
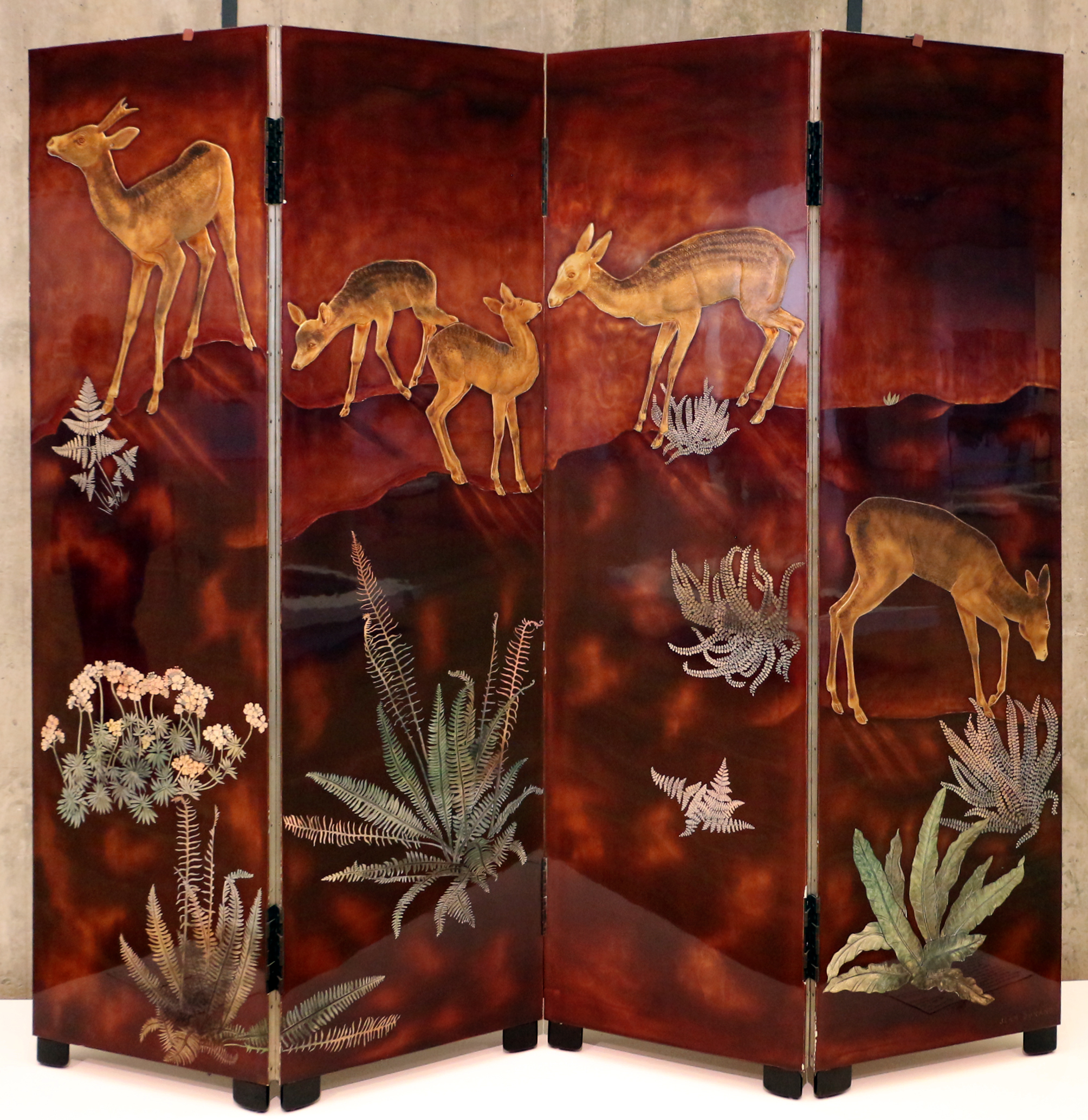
Paravent 1925–35, Museu Calouste Gulbenkian